# Panamomops affinis
Panamomops affinis är en spindelart som beskrevs av Miller och Josef Kratochvíl 1939. Panamomops affinis ingår i släktet Panamomops och familjen täckvävarspindlar. Inga underarter finns listade i Catalogue of Life.